# 谭嗣同祠
谭嗣同祠又名“谭烈士专祠”，位于湖南省长沙浏阳市才常路89号，建于1913年，为二栋一亭的祠宇式建筑。总面积400多平方米，坐北朝南，砖木结构。门额石匾嵌有“谭烈士专祠”的白底金字。前厅立有谭嗣同铜质头像，上方有悬挂梁启超手书“民国先觉”横匾。后厅现为陈列室，用于介绍谭嗣同的生平业绩，和展出他用过的笔砚等文物、照片，以及遗著和手稿等。
2013年3月谭嗣同墓、谭嗣同祠入选第七批全国重点文物保护单位，与第四批全国重点文物保护单位谭嗣同故居合并为一处，更名为“谭嗣同故居及墓祠”。